# École pandectiste

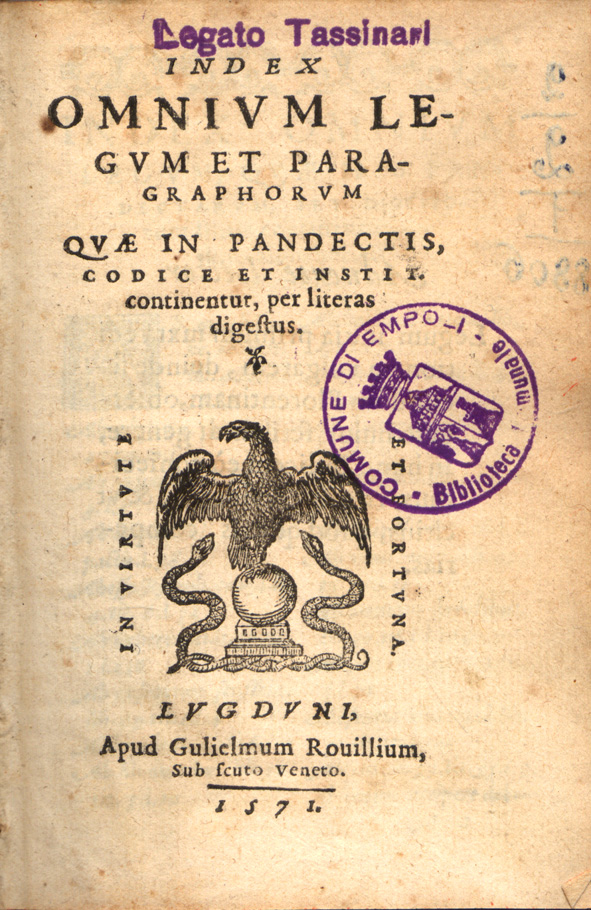
Extrait Index pandectiste

L'école pandectiste est un groupe de civilistes allemands du XIXe siècle spécialistes du droit romain tel que codifié par Justinien Ier dans le Corpus iuris civilis, et en particulier dans les Pandectes qui ont donné leur nom à la doctrine de cette école, la pandectique. Suivant Friedrich Carl von Savigny, la plupart de ces érudits appelaient le produit de leurs travaux « le droit romain d'aujourd'hui », car ils se voyaient comme continuateurs de ce système juridique antique. Ils tiraient leurs sources du ius commune.
Le travail de Savigny en matière de droit civil, et donc la vision de l'École historique du droit, avait une influence certaine, mais il faut tenir compte du fait que son programme était parfois repris par d'autres points de vue idéologiques. Ainsi, Rudolf von Jhering a abandonné la tentative d'expliquer le droit en vigueur par des règles historiques d'évolution des normes. Il tenait à séparer les disciplines de l'histoire du droit et de la dogmatique juridique, afin de pouvoir « dépasser le droit romain grâce au droit romain ». Ainsi, il n'utilisait que les sources antiques dans son travail. Tout de même, les différents savants se rejoignaient dans la formulation d'un objectif commun : la création d'un droit civil national par delà les cultures des différents territoires, suivant l'idéal de servir l'esprit du peuple. Une codification du droit civil n'était pas encore rentrée dans les considérations de Savigny, au contraire des efforts de Thibaut qui en tenaient compte (Voir Kodifikationsstreit (de)).
Le pandectisme était pour l'essentiel une forme de positivisme. Il a donné le point de départ des codifications modernes du droit privé, comme le Code civil allemand. Rétrospectivement, on peut dire que les pandectistes ont contribué à dépasser l'usus modernus.